# Liste der Baudenkmale in Kühlungsborn
In der Liste der Baudenkmale in Kühlungsborn sind alle Baudenkmale der Stadt Kühlungsborn (Landkreis Rostock) und ihrer Ortsteile aufgelistet (Stand 10. Februar 2021).

## Legende
In den Spalten befinden sich folgende Informationen:
- ID-Nr: Die Nummer wird von den Denkmalämtern der Landkreise vergeben. Wenn sie nicht bekannt ist, bleibt die Spalte leer. In dieser Spalte kann sich zusätzlich das Wort Wikidata befinden, der entsprechende Link führt zu Angaben zu diesem Denkmal bei Wikidata.
- Lage: die Adresse des Denkmales und die geographischen Koordinaten.
Link zu einem Kartenansichtstool, um Koordinaten zu setzen. In der Kartenansicht sind Denkmale ohne Koordinaten mit einem roten bzw. orangen Marker dargestellt und können in der Karte gesetzt werden. Denkmale ohne Bild sind mit einem blauen bzw. roten Marker gekennzeichnet, Denkmale mit Bild mit einem grünen bzw. orangen Marker.
- Bezeichnung: Bezeichnung, so wie sie in den offiziellen Listen der Denkmalämter steht. Ein Link hinter der Bezeichnung führt zum Wikipedia-Artikel über das Denkmal. Wenn die Bezeichnung der Denkmalämter inhaltlich fehlerhaft ist, ist in der Spalte „Beschreibung“ darauf hinzuweisen.
- Beschreibung: Beschreibung des Denkmales
- Bild: ein Bild des Denkmales und gegebenenfalls einen Link zu weiteren Fotos des Denkmals im Medienarchiv Wikimedia Commons

## Kühlungsborn
| ID  | Lage                                  | Bezeichnung | Beschreibung | Bild |
| --- | ------------------------------------- | --- | --- | --- |
| 785 | Am Karpfenteich 4a (Karte)            | Diesterweg-Schule | ehemalige Schule | Weitere Bilder |
| 421 | An der Mühle 3 (Karte)                | Windmühle Kühlungsborn                                                                                                  | | Weitere Bilder |
| 424 | Doberaner Straße 21 (Karte)           | Wohnhaus | | Wohnhaus |
| 425 | Dünenstraße 2 (Karte)                 | Pension | | Pension |
| 426 | Ernst-Rieck-Straße 1 (Karte)          | Hallenhaus | | Hallenhaus |
| 427 | Ernst-Rieck-Straße 14 (Karte)         | Wohnhaus Haus Barner | | Weitere Bilder |
| 788 | Friedrich-Borgwardt-Straße 12 (Karte) | Pension | | Pension |
| 428 | Friedrich-Borgwardt-Straße 13 (Karte) | Pension | | Pension |
| 422 | Fritz-Reuter-Straße 1 (Karte)         | Bahnhof West mit Empfangsgebäude (mit Güterboden und Gaststättenanbau) und ehemaligem Toilettengebäude (jetzt Wohnhaus) | | Bahnhof West mit Empfangsgebäude (mit Güterboden und Gaststättenanbau) und ehemaligem Toilettengebäude (jetzt Wohnhaus) |
| 429 | Hermann-Häcker-Straße 25 (Karte)      | Haus Elysium | | Weitere Bilder |
| 430 | Hermann-Häcker-Straße 26 (Karte)      | Villa Baade | | Villa Baade |
| 431 | Hermannstraße 7/7a (Karte)            | Wohnhaus (ehem. Villa Waldfrieden)                                                                                      | | Wohnhaus (ehem. Villa Waldfrieden)                                                                                      |
| 432 | Hermannstraße 19a (Karte)             | Geschäftshäuschen (ehem. Bäckerladen)                                                                                   | | Geschäftshäuschen (ehem. Bäckerladen)                                                                                   |
| 433 | Hermannstraße 25 (Karte)              | Haus Wenden | | Haus Wenden |
| 434 | Hermannstraße 27 (Karte)              | Wohnhaus (ehem. Villa Ramm)                                                                                             | | Wohnhaus (ehem. Villa Ramm)                                                                                             |
| 789 | Hermannstraße 28 (Karte)              | Haus Sonnenhof | | Haus Sonnenhof |
| 435 | Hermannstraße 29 (Karte)              | Villa Norden (ehem. Baltika)                                                                                            | | Villa Norden (ehem. Baltika)                                                                                            |
| 436 | Karl-Risch-Straße 12/12a (Karte)      | Bahnhof Ost mit Empfangsgebäude, Uhr, Kontrollhäuschen, Toilettengebäude und Güterschuppen                              | | Bahnhof Ost mit Empfangsgebäude, Uhr, Kontrollhäuschen, Toilettengebäude und Güterschuppen                              |
| 437 | Lindenstraße 1 (Karte)                | Wohnhaus mit Einfriedung                                                                                                | | Wohnhaus mit Einfriedung                                                                                                |
| 439 | Lindenstraße 12 (Karte)               | Haus Seeadler | | Haus Seeadler |
| 440 | Lindenstraße 18 (Karte)               | Hotel Unter den Linden                                                                                                  | | Hotel Unter den Linden                                                                                                  |
| 790 | Lindenstraße 20 (Karte)               | Linden-Apotheke | | Linden-Apotheke |
| 441 | Neue Reihe 104 (Karte)                | Haus Dornröschen | | Haus Dornröschen |
| 442 | Neue Reihe 106 (Karte)                | Wohnhaus (Waldhäuschen)                                                                                                 | | Wohnhaus (Waldhäuschen)                                                                                                 |
| 443 | Neue Reihe 110 (Karte)                | Wohnhaus (Auri) | | Weitere Bilder |
| 444 | Neue Reihe 112 (Karte)                | Haus Glückauf | | Haus Glückauf |
| 445 | Neue Reihe 128 (Karte)                | Evangelisches Gemeindehaus (ehem. Schule Arendsee)                                                                      | | Weitere Bilder |
| 792 | Strandpromenade (Karte)               | Ehemaliger Grenzwachturm                                                                                                | Der 1963 errichtete Turm befindet sich in Kühlungsborn Ost in unmittelbarer Nähe der Strandpromenade, unweit der Seebrücke. Die DDR-Grenzsoldaten hatten den Auftrag, vom Turm aus Schiffsbewegungen auf der Ostsee zu beobachten und Fluchtversuche festzustellen. | Weitere Bilder |
| 460 | Ostseeallee 2 (Karte)                 | Hotel und Restaurant Villa Astoria (ehemals Hotel Villa Patricia)                                                       | | Weitere Bilder |
| 461 | Ostseeallee 3 (Karte)                 | Pension Hubertusburg | | Weitere Bilder |
| 462 | Ostseeallee 5 (Karte)                 | Erholungsheim | | Weitere Bilder |
| 463 | Ostseeallee 6 (Karte)                 | Hotel Strandblick | | Hotel Strandblick |
| 464 | Ostseeallee 9 (Karte)                 | Villa Wald-Idyll, jetzt Villa Laura                                                                                     | | Weitere Bilder |
| 465 | Ostseeallee 10 (Karte)                | Hotel Vier Jahreszeiten (ehem. Meeresburg)                                                                              | | Weitere Bilder |
| 466 | Ostseeallee 12 (Karte)                | Hotel Villa Konzertgarten                                                                                               | | Weitere Bilder |
| 467 | Ostseeallee 14 (Karte)                | Pension (ehem. Belvedere)                                                                                               | | Pension (ehem. Belvedere)                                                                                               |
| 468 | Ostseeallee 17 (Karte)                | Hotel Westfalia | | Weitere Bilder |
| 469 | Ostseeallee 18 (Karte)                | Haus Rolle | | Weitere Bilder |
| 470 | Ostseeallee 19 (Karte)                | Villa Laetitia | | Weitere Bilder |
| 471 | Ostseeallee 20 (Karte)                | Rathaus | | Weitere Bilder |
| 472 | Ostseeallee 24 (Karte)                | Hotel Polar-Stern | | Hotel Polar-Stern |
| 791 | Ostseeallee 27 (Karte)                | Villa Lessing | | Villa Lessing |
| 473 | Ostseeallee 28 (Karte)                | Wohnhaus | | Wohnhaus |
| 474 | Ostseeallee 35 (Karte)                | Haus Borussia | | Haus Borussia |
| 475 | Ostseeallee 37 (Karte)                | Villa Tip Top | | Villa Tip Top |
| 476 | Ostseeallee 40a (Karte)               | ehem. Kindererholungsheim Herrmann-Johanna                                                                              | | ehem. Kindererholungsheim Herrmann-Johanna                                                                              |
| 477 | Ostseeallee 43 (Karte)                | Haus am Meer | | Haus am Meer |
| 478 | Ostseeallee 44 (Karte)                | Villa Baltic | | Weitere Bilder |
| 480 | Ostseeallee 48 (Karte)                | Kunsthalle Kühlungsborn (ehemalige Lesehalle Kühlungsborn-West)                                                         | | Weitere Bilder |
| 481 | Ostseeallee 49 (Karte)                | Seenotrettungsstation Kühlungsborn-West                                                                                 | | Weitere Bilder |
| 482 | Strandpromenade 7 (Karte)             | Park und Pavillon (ehem. Lesehalle) des Konzertgartens Ost                                                              | | Weitere Bilder |
| 446 | Poststraße 1 (Karte)                  | Wohnhaus (ehem. Pension Arend)                                                                                          | | Wohnhaus (ehem. Pension Arend)                                                                                          |
| 447 | Poststraße 11 (Karte)                 | Scheune | | Scheune |
| 448 | Poststraße 18 (Karte)                 | Hotel Rosenhof (ehemals Haus Siegfried)                                                                                 | | Weitere Bilder |
| 450 | Schlossstraße 6 (Karte)               | Ehem. Fabrikantenvilla (Institut für Atmosphärenforschung)                                                              | | Ehem. Fabrikantenvilla (Institut für Atmosphärenforschung)                                                              |
| 451 | Schlossstraße (Karte)                 | Johanniskirche | | Weitere Bilder |
| 483 | Strandpromenade 19 (Karte)            | Konzertgarten West mit Bühne und Wandelgang                                                                             | | Weitere Bilder |
| 452 | Strandstraße 6 (Karte)                | Heinrich-Schreiber-Schule                                                                                               | | Weitere Bilder |
| 453 | Strandstraße 11 (Karte)               | Kindergarten Villa Regenbogen                                                                                           | | Kindergarten Villa Regenbogen                                                                                           |
| 454 | Strandstraße 20 (Karte)               | Kaufhaus Stolz | | Kaufhaus Stolz |
| 455 | Strandstraße 22 (Karte)               | Villa Kaiser | | Villa Kaiser |
| 456 | Strandstraße 45 (Karte)               | Villa Magda | | Villa Magda |
| 458 | Strandstraße (Karte)                  | ODF-Mahnmal | | Weitere Bilder |
| 459 | Strandstraße (Karte)                  | Skulptur Vater und Sohn (Bildhauer: Reinhardt Schmidt)                                                                  | | Weitere Bilder |
| 485 | Tannenstraße 2 (Karte)                | Hotel Waldhaus | | Hotel Waldhaus |
| 486 | Tannenstraße 4 (Karte)                | Hotel und Restaurant Waldkrone                                                                                          | | Hotel und Restaurant Waldkrone                                                                                          |
| 487 | Tannenstraße 6 (Karte)                | Hansa-Haus | | Weitere Bilder |
| 488 | Tannenstraße 8 (Karte)                | Hotel Schloss am Meer                                                                                                   | viergeschossiges Hotel von 1902, die beiden oberen Stockwerke in Fachwerkbauweise errichtet | Weitere Bilder |
| 489 | Tannenstraße 9 (Karte)                | Gaststätte Seeteufel (ehem. Produktionsstätte der Fischereigenossenschaft)                                              | | Gaststätte Seeteufel (ehem. Produktionsstätte der Fischereigenossenschaft)                                              |
| 449 | Unter den Kolonnaden 1 (Karte)        | Obere Kolonnaden | | Obere Kolonnaden |
| 479 | Unter den Kolonnaden 3 (Karte)        | Haus am Park (ehemaliges Parkhotel)                                                                                     | | Weitere Bilder |
| 480 | Waldstraße 3 (Karte)                  | Haus Glückspilz | | Haus Glückspilz |

## Bewegliche Denkmale
| ID | Lage | Bezeichnung                         | Beschreibung | Bild                                |
| -- | ---- | ----------------------------------- | --- | ----------------------------------- |
|    |      | Fuhrpark der Schmalspurbahn „Molli“ | Die Bäderbahn Molli, auch Der Molli oder Molli genannt, ist eine dampfbetriebene Schmalspurbahn in Mecklenburg-Vorpommern. Ihre Spurweite beträgt 900 Millimeter. Die 15,4 Kilometer lange Stichbahn wird heute vom Eisenbahnverkehrsunternehmen Mecklenburgische Bäderbahn Molli (MBB) betrieben und verbindet Bad Doberan mit Heiligendamm und dem Ostseebad Kühlungsborn. | Fuhrpark der Schmalspurbahn „Molli“ |

## Ehemalige Baudenkmale
| ID | Lage                | Bezeichnung | Beschreibung | Bild |
| -- | ------------------- | ----------- | ------------ | ---- |
|    | Doberaner Straße 20 | Wohnhaus    |              |      |

## Quelle
Denkmalliste des Landkreises Rostock A ‐ Z (Stand: 10. Februar 2021; PDF, 497 KB)